# Robert W. Straub
Robert William Straub (* 6. Mai 1920 in San Francisco, Kalifornien; † 27. November 2002 in Springfield, Oregon) war ein US-amerikanischer Politiker und von 1975 bis 1979 der 31. Gouverneur des Bundesstaates Oregon.

## Frühe Jahre und politischer Aufstieg
Robert Straub besuchte das Dartmouth College in New Hampshire. Während des Zweiten Weltkrieges war er Soldat der US Army. Im Jahr 1946 zog er nach Eugene in Oregon. Dort arbeitete er zunächst für eine Holzfirma, dann gründete er ein eigenes Bauunternehmen.
Straub war Mitglied der Demokratischen Partei und seit 1954 politisch aktiv. In diesem Jahr wurde er Mitglied eines Verwaltungsausschusses im Lane County. Zwischen 1959 und 1963 saß er im Senat von Oregon. Dort setzte er sich für den Umweltschutz ein; dabei ging es ihm vor allem gegen die Luft- und Wasserverschmutzung. Zwischen 1964 und 1972 war Straub Finanzminister (State Treasurer) von Oregon. In den Jahren 1966 und 1970 bewarb er sich jeweils erfolglos um das Amt des Gouverneurs. Bei den Wahlen des Jahres 1974 schaffte er es dann aber doch, gegen den Republikaner Victor G. Atiyeh zum Gouverneur gewählt zu werden.

## Gouverneur von Oregon
Robert Straub trat sein neues Amt am 13. Januar 1975 an. In seiner vierjährigen Amtszeit gelang es ihm, die Arbeitslosenquote von 12 % auf 5 % zu senken. Die Gesetze Oregons zum Energieverbrauch und der Landnutzung wurden zu Gunsten der Umwelt verbessert. Ältere Bürger erhielten einige Vergünstigungen. Straub stellte mehr Frauen, Behinderte und Angehörige von Minderheiten in den Staatsdienst ein als je ein Gouverneur vor ihm. Gouverneur Straub förderte auch die Bildung. Das betraf vor allem die Grundschulen, aber auch die Schulen für Behinderte wurden verbessert. Die Verwaltung selbst wurde gestrafft und unnötige Abteilungen entweder abgeschafft oder in andere Abteilungen integriert. Es gelang Straub ebenfalls, Firmen von außerhalb Oregons zu Investitionen in Oregon zu bewegen. Das war mit ein Grund für den Rückgang der Arbeitslosenquote. Im Jahr 1978 verlor der Gouverneur bei den Wahlen gegen Victor Atiyeh, den er vier Jahre zuvor noch geschlagen hatte.

## Weiterer Lebenslauf
Nach seiner Abwahl schied er am 8. Januar 1979 aus seinem Amt aus. Danach bewirtschaftete er einige Farmen in der Gegend von Salem, Curtin und Willamina. Im Wheeler County besaß er eine Ranch. Im Jahr 1999 gab Straub bekannt, dass er an der Alzheimer-Krankheit leide. Drei Jahre später verstarb der frühere Gouverneur in einem Pflegeheim in Springfield. Er war mit Patricia S. Stroud verheiratet, mit der er fünf Kinder hatte.
1987 wurde zu seinen Ehren der Nestucca Spit State Park bei Pacific City in Bob Straub State Park umbenannt.